# Carré des liaisons
Le carré des liaisons est une représentation graphique utile dans l’analyse factorielle d’un tableau individus x variables. Cette représentation complète les représentations classiques de l’Analyse en composantes principales (ACP) et de l’Analyse des correspondances multiples (ACM), à savoir celles des individus, des variables quantitatives (par leur coefficient de corrélation avec les facteurs) et celle des modalités des variables qualitatives (au barycentre des individus qui les possèdent).

## Définition en ACM
Le premier intérêt du carré des liaisons est de représenter les variables qualitatives elles-mêmes, et non leurs modalités, ce qui est d’autant plus précieux que les variables sont nombreuses. Pour cela on calcule, pour chaque variable qualitative {\displaystyle j} et chaque facteur {\displaystyle F_{s}} ({\displaystyle F_{s}}, facteur de rang {\displaystyle s}, est le vecteur des coordonnées des individus le long de l’axe {\displaystyle s} ; en ACP, {\displaystyle F_{s}} est appelé composante principale de rang s), le carré du rapport de corrélation entre le facteur {\displaystyle F_{s}} et la variable {\displaystyle j}, soit : 
			{\displaystyle \eta ^{2}(j,F_{s})} 

Ainsi, à chaque plan factoriel, on peut associer une représentation des variables qualitatives elles-mêmes.
Leurs coordonnées étant comprises entre 0 et 1, les variables apparaissent nécessairement dans le carré dont les sommets sont, outre l’origine, les points de coordonnées (0,1), (1,0) et (1,1).

## Exemple en ACM
Six individus {\displaystyle (i_{1},...,i_{6})} sont décrits par trois variables qualitatives {\displaystyle (q_{1},q_{2},q_{3})} ayant respectivement, 3, 2 et 3 modalités.
|                       | {\displaystyle q_{1}}   | {\displaystyle q_{2}}   | {\displaystyle q_{3}}   |
| --------------------- | ----------------------- | ----------------------- | ----------------------- |
| {\displaystyle i_{1}} | {\displaystyle q_{1}}-a | {\displaystyle q_{2}}-d | {\displaystyle q_{3}}-f |
| {\displaystyle i_{2}} | {\displaystyle q_{1}}-b | {\displaystyle q_{2}}-d | {\displaystyle q_{3}}-f |
| {\displaystyle i_{3}} | {\displaystyle q_{1}}-c | {\displaystyle q_{2}}-d | {\displaystyle q_{3}}-g |
| {\displaystyle i_{4}} | {\displaystyle q_{1}}-a | {\displaystyle q_{2}}-e | {\displaystyle q_{3}}-g |
| {\displaystyle i_{5}} | {\displaystyle q_{1}}-b | {\displaystyle q_{2}}-e | {\displaystyle q_{3}}-h |
| {\displaystyle i_{6}} | {\displaystyle q_{1}}-c | {\displaystyle q_{2}}-e | {\displaystyle q_{3}}-h |

Appliquée à ces données, l’ACM du package R FactoMineR conduit au graphique classique de la figure 1.
|  |  |

Le carré des liaisons (figure 2) aide la lecture du graphique classique. Il indique que :
- Le premier facteur est lié aux trois variables mais surtout à {\displaystyle q_{3}} et ensuite à {\displaystyle q_{2}}.
- Le deuxième facteur est lié uniquement à {\displaystyle q_{1}} et {\displaystyle q_{3}} et ce de manière forte et égale.

Tout ceci est, bien sûr, visible sur le graphique classique. Le rôle du carré des liaisons est d’abord d’aider à une lecture structurée du graphique classique.

## Extensions
Cette représentation peut être complétée par celles de variables quantitatives, les coordonnées de ces dernières étant des carrés de coefficients de corrélation (et non de rapports de corrélation). Le second intérêt du carré des liaisons réside donc dans la possibilité de représenter simultanément des variables quantitatives et qualitatives .
Le carré des liaisons peut être construit à partir de n’importe quelle analyse factorielle d’un tableau individus x variables. En particulier, il est (ou devrait être) systématiquement utilisé, outre en ACM, en ACP lorsqu’il y a beaucoup de variables qualitatives supplémentaires et en Analyse Factorielle de Données Mixtes.
Une extension de ce graphique aux groupes de variables est utilisée en Analyse Factorielle Multiple (AFM),.

## Conclusion
En ACM, le carré des liaisons apporte une visualisation synthétique des liaisons entre facteurs et variables d’autant plus précieuse que les variables sont nombreuses et possèdent beaucoup de modalités.